# Jack Charlton
John „Jack“ Charlton, OBE (* 8. Mai 1935 in Ashington; † 10. Juli 2020 in Northumberland) war ein englischer Fußballspieler und -trainer.

## Sportlicher Werdegang

### Spielerlaufbahn
Der defensive Mittelfeldspieler Jack Charlton war der ältere Bruder von Bobby Charlton, der bereits als Jugendlicher zu Manchester United kam, als Jack Charlton noch beim britischen Militär diente. Lange Jahre stand Jack im Schatten seines talentierten Bruders, kam aber nach dem Militär- und Polizeidienst zu Leeds United. Diesem Klub blieb er bis zu seinem Karriereende treu. Leeds spielte in den 1950er und Anfang der 1960er Jahre noch in unterklassigen Ligen, während Bruder Bobby Charlton bereits Nationalspieler wurde. 1957 und 1964 stieg Leeds in die First Division auf. Erst im Alter von 30 Jahren gab er unter Trainer Alf Ramsey 1965 sein Debüt in der englischen Nationalmannschaft. Ein Jahr später gehörte er bei der Fußball-Weltmeisterschaft 1966 zu der Mannschaft, die gegen Deutschland den Titel holte.
1967 wurde er zum Fußballer des Jahres in England gewählt und damit direkter Nachfolger seines Bruders Bobby. Bei der Fußball-Weltmeisterschaft 1970 in Mexiko gehörte er erneut zum Kader des Titelverteidigers, war allerdings als 35-Jähriger nicht mehr Stammspieler. Bei diesem Turnier bestritt er im Vorrundengruppenspiel gegen die Tschechoslowakei sein 35. und letztes Länderspiel. Nach zahlreichen Anläufen und einigen Finalniederlagen konnte Jack Charlton 1972 endlich mit Leeds den englischen Pokal gewinnen. Er beendete 1973 nach 773 Spielen für Leeds im Alter von 38 Jahren seine aktive Laufbahn.

### Trainerkarriere
Direkt im Anschluss an seine Spielerkarriere wurde er Trainer des englischen Zweitligisten FC Middlesbrough. Am Ende der ersten Saison wurde er zum Trainer des Jahres gewählt – eine Ehre, die zuvor noch keinem Trainer eines Klubs außerhalb der Premier League zuteilgeworden war. Er blieb Trainer von Middlesbrough bis 1977. Danach war er als neuer Nationaltrainer im Gespräch, jedoch fiel die Wahl nicht auf ihn, sodass er Trainer von Sheffield Wednesday wurde. Anfang der 1980er Jahre zog er sich nach einer wenig erfolgreichen Tätigkeit bei Newcastle United zunächst aus dem Trainergeschäft zurück, übernahm dann aber völlig überraschend die irische Fußballnationalmannschaft, die bis dahin im europaweiten Vergleich lediglich Mittelmaß dargestellt hatte. Dies sollte sich unter Jack Charlton ändern.
Der erste große Erfolg war die Qualifikation zur Teilnahme an der Fußball-Europameisterschaft 1988 in Deutschland. Gleich im ersten Gruppenspiel bezwang seine Mannschaft den großen Konkurrenten England mit 1:0, was Charlton in Irland zur Kultfigur werden ließ. Irland schied zwar im letzten Vorrundenspiel gegen den späteren Europameister Niederlande unglücklich durch ein spätes Gegentor aus abseitsverdächtiger Position aus, konnte sich aber zwei Jahre später zum ersten Mal bei einer Fußball-Weltmeisterschaft präsentieren. Und wieder wurde Irland mit England und den Niederlanden in eine Vorrundengruppe gelost. Diesmal konnten sie sich allerdings für die nächste Runde nach drei Unentschieden qualifizieren und scheiterten erst im Viertelfinale an Italien mit 0:1.
1991 verpasste Charlton die Qualifikation zur Fußball-Europameisterschaft 1992 in Schweden. Bei der Fußball-Weltmeisterschaft 1994 in den USA sorgte seine Mannschaft dann aber wieder für Furore, als sie in der Vorrunde den späteren Vize-Weltmeister Italien besiegte. Im Achtelfinale unterlag sie den Niederlanden mit 0:2.
Als Jack Charlton 1995 die Qualifikation für die Fußball-Europameisterschaft 1996 verpasste, trat er von seinem Amt zurück und beendete seine Trainerlaufbahn.

## Erfolge
Leeds United
- Englischer Meister: 1969
- Englischer Pokalsieger: 1972
- Englischer Ligapokalsieger:  1968
- Englischer Supercupsieger: 1969
- Messestädte-Pokal: 1968, 1971

Nationalmannschaft
- Weltmeister: 1966

## Krankheit und Tod
Charlton starb im Juli 2020 im Alter von 85 Jahren nach langer Krankheit zu Hause in Northumberland, wie sein langjähriger Verein Leeds United auf seiner Internetseite mitteilte.